# Pollimyrus
Pollimyrus é um género de peixe da família Mormyridae.
Este género contém as seguintes espécies:
- Pollimyrus nigricans